# آرتور سالی

## شرکت فن آوری اطلاعات و ارتباطات آرسانت
شرکت آرتا سیستم فرادید (آرسانت) در سال ۱۳۹8 با هدف فعالیت تخصصی و هدفمند در راستای ایجاد بستر تکنولوژی در کشور با فعالیت در زمینه تخصصی فناوری اطلاعات و ارتباطات و طراحی و پیاده سازی وبسایتهای اختصاصی در بستر PHP و وردپرس فعالیت خود را آغاز کرد. 
در این مسیر استفاده از نیروهای جوان متعهد و با انگیزه یکی از دستاوردهای این تیم بوده که در گذر زمان و استمرار در پیشرفت سطح علمی شرکت و پشتیبانی قوی باعث رضایتمندی مشتریان گردید.
با توجه به حضور پررنگ شرکتهای نرم افزاری در سطح کشور و تقاضای صنایع مختلف در خصوص بستری اختصاصی جهت ارائه خدمات سیستماتیک یکپارچه، شرکت فناوری ارتباطات و اطلاعات آرسانت برآن شد که فعالیت شرکت را در راستای پیاده سازی زیرساخت شبکه ها کامپیوتری و پیاده سازی و تولید نرم افزارهای اختصاصی ارتقا دهد.

با گذشت سه سال از فعالیت شرکت , آرسانت آماده ارائه خدمات در حوزه های طراحی سایت , طراحی اپلیکیشن موبایل, سئو سایت, ساخت تیزر تبلیغاتی, مدیریت پیج اینستاگرامو... می باشد.